# Sant'Urbano a Campo Carleo
Sant'Urbano a Campo Carleo, även benämnd Sant'Urbano ai Pantani  och Sant'Urbano al Foro Traiano, var en kyrkobyggnad i Rom, helgad åt den helige påven Urban I. Kyrkan var belägen vid Via Alessandrina mellan ruinerna efter Trajanus forum och Augustus forum i Rione Monti.
Kyrkans tillnamn ”Campo Carleo” syftar på en bysantinsk ämbetsman vid namn Kaloleo. Denne ägde mark (campus) i grannskapet, därav Campus Kaloleonis, vilket i folkmun blev Campo Carleo.
”Pantani” åsyftar Arco dei Pantani, en ingångsportal till Augustus forum. Denna portal (egentligen båge) var belägen i den mur som skilde Augustus forum från Suburra. Italienskans pantano betyder ”gungfly” och ”sankmark”; detta har att göra med att området från omkring 1000-talet kontinuerligt översvämmades av avloppsvatten från de kringliggande kullarna Viminalen, Quirinalen och Esquilinen, då den underjordiska avloppskanalen Cloaca Maxima hade upphört att fungera.

## Kyrkans historia
Enligt ett dokument från år 1263 i Archivio di Stato förlänades en tomt tillhörande kyrkan Santa Maria in Campo Carleo för att uppföra en kyrka helgad åt helgonpåven Urban I. Tack vare en donation från den romerska adelsdamen Giacoma di Pietro Bianco kunde ett kloster och en kyrka byggas på platsen påföljande år. En inskription hugfäster minnet av denna tilldragelse:
I början av 1600-talet var kyrkan och klostret förfallna. Påve Clemens VIII överlät då byggnaderna åt kardinal Cesare Baronius och adelsdamen Fulvia Conti Sforza, vilka uppdrog åt arkitekten Mario Arconio (1575–1635) att rita en ny kyrka och ett nytt kloster. Själva kyrkan föregicks av en förgård med portbyggnad vid Via Alessandrina. Portbyggnaden hade en fresk av Andrea Sacchi, föreställande De heliga Urban, Franciskus och Klara.
Kyrkan hade en enkel tegelfasad. Ovanför portalen satt ett kerubhuvud. Kyrkans interiör var enskeppig med tunnvalv och rak absid. Högaltarmålningen utgjordes av De heliga Urban och Eufemia, utförd av Sebastiano Ceccarini (1703–1783); målningen finns i dag i Museo di Roma. Vänster sidoaltare hade målningen De heliga Franciskus, Carlo Borromeo och Nikolaus av Ottavio Leoni och det högra Bebådelsen av Girolamo Muziano.

### Rivning
Under 1920- och 1930-talet genomförde den fascistiska regeringen under Mussolini genomgripande rivningar i centrala Rom, bland annat på Kejsarfora och Forum Romanum. Syftet var att demolera medeltida bebyggelse för att bringa lämningarna från kejsartidens Rom i dagen. Kyrkan och klostret Sant'Urbano revs år 1932 i samband med anläggandet av Via dell'Impero, dagens Via dei Fori Imperiali.

## Omnämningar i kyrkoförteckningar
| Katalog               | År         | Benämning                 |
| --------------------- | ---------- | ------------------------- |
| Il catalogo di Torino | cirka 1320 | Monasterium sancti Urbani |

## Bilder
| - Sant'Urbano (här benämnd S⋅VRBANI) på Leonardo Bufalinis karta över Rom från år 1551. - Planimetri som visar kyrkan Sant'Urbano (i nedre högra hörnet). - Kyrkan var belägen vid Via Alessandrina. I fonden syns Trajanuskolonnen och kyrkorna Santa Maria di Loreto och Santissimo Nome di Maria. |